# Сандра Митровић
Сандра Митровић (Београд, 1991) је српска филмска и телевизијска редитељка, сценаристкиња и продуценткиња.

## Биографија
Рођена је 1991. године у Београду, као кћерка музичара Жељка Митровића и његове прве супруге певачице Соње Митровић Хани.
Завршила је школу филма на Риџентс универзитету у Лондону, смер филмска режија и продукција, а потом мастер студије лепих уметности у области режије и сценарија на Колумбија универзитету у Њујорку.
Њен први дугометражни филм Комедија на три спрата премијерно је приказан 25. августа 2022. године на 57. Филмским сусретима у Нишу, док је биоскопска дистрибуција је кренула од 18. октобра исте године.
Поред српског, говори енглески и шпански језик.

## Филмографија
Сандра Митровић је режирала седам краткометражних и један дугометражни филм, пет епизода серије Ковчег кроз две сезоне, као и епизоде серије The Librarians: The Next Chapter.

### Режија
| Година | Назив филма            | Продукцијске куће       |
| ------ | ---------------------- | ----------------------- |
| 2022   | Комедија на три спрата | Filmland Телеком Србија |

| Година | Назив филма                 | Продукцијске куће                                    |                                                     |
| ------ | --------------------------- | ---------------------------------------------------- | --------------------------------------------------- |
| 2023   | Ковчег                      | Electric Entertainment Balkan Media PFI Studios Syfy | Сезона 1: епизоде 4, 5 и 10 Сезона 2: епизоде 4 и 5 |
| 2025   | Библиотекари: Ново поглавље | CW Network TNT                                       | Сезона 1: епизоде 2 и 7                             |

| Година | Назив филма            | Продукцијске куће           |
| ------ | ---------------------- | --------------------------- |
| 2014   | Опроштај анђела        | Regent's универзитет Лондон |
| 2015   | Fantasy                | Колумбија универзитет       |
| 2015   | Disturbed              | Колумбија универзитет       |
| 2016   | Tangible               | Колумбија универзитет       |
| 2017   | Клавире превози Остоја | Колумбија универзитет       |
| 2018   | Drowning Girl          | Колумбија универзитет       |
| 2019   | Last Call              | Колумбија универзитет       |

## Награде и признања
- 2022 - Глумац Слободан Бода Нинковић је за улогу у филму Комедија на три спрата добио Награду Цар Константин на Филмским сусретима у Нишу[3]
- 2022 - Награда публике за филм Комедија на три спрата, Валтер фест, Младеновац[4]
- 2019 - Студентска награда за филм Last Call, Национални одбор за филмску рецензију, Њујорк
- 2019 - Најбољи филм факултетске селекције, Филмски фестивал Колумбија универзитета;
- 2017 - Награда за најбољи сценарио за филм Клавире превози Остоја
- 2017 - Награда за најбољи страни краткометражни филм Клавире превози Остоја, Филмски фестивал Сан Дијего
- 2017 - Најбоља међународна драма за филм Клавире превози Остоја, Филмски фестивал Едмонтон
- 2017 - Најбољи студентски филм, Међународни филмски фестивал Калкута